# Maurizio Benedetto Olivieri
Maurizio Benedetto Olivieri (* 1769; † 1845) war ein italienischer Dominikaner und Professor für Theologie an oberitalienischen Universitäten.
Zu Beginn des 19. Jahrhunderts war er mehrfach theologischer Gutachter der päpstlichen Kommission für das Sanctum Officium, unter anderem 1815 in den Fällen der württembergischen Professoren Johann Sebastian von Drey und Karl Wachter. Für die Jahre 1834–1835 wurde er zum Generalmeister des Dominikanerordens gewählt.